# Confidence pour confidence (chanson)
Pour les articles homonymes, voir Confidence pour confidence.
Singles de Jean Schultheis
A la cigogne amoureuse
(1979) Je largue tout
(1982)
Confidence pour confidence est une chanson de Jean Schultheis sortie en 1981, extraite de son album Abracadabra produit par Claude Puterflam (label Disques Carrère).
C'est le plus grand succès de sa carrière avec plus de 700 000 exemplaires vendus. Il en a écrit à la fois les paroles et la musique. Elle a été classée en style disco. La chanson utilise un procédé de construction particulier du texte (une anadiplose), chaque demi-vers commençant par la même syllabe que la fin du demi-vers précédent, ce qui y crée une cadence inhabituelle. Le single se classe numéro un du hit-parade.
La chanson provoqua de nombreuses réactions, positive comme négative pour "l'aspect sombre" de ses paroles, commentées entre autres par le R.P. Joël Guibert.

## Reprises
La chanson est reprise par Philippe Katerine et Francis et ses peintres sur l'album 52 reprises dans l'espace sorti en 2011.

## Utilisations
La chanson apparaît dans la bande originale du film Stars 80. Elle est utilisée à partir de 2022 par une publicité pour Intermarché diffusée en France.